# Puente (canción)
«Puente» es una canción y sencillo del músico de rock Gustavo Cerati, escrita y compuesta por él. Fue lanzada como segundo sencillo de Bocanada, su segundo álbum después de Soda Stereo, y como cuarto track del disco. Se convirtió en su primer gran éxito luego de la separación de Soda Stereo y fue nominada al Grammy Latino como Mejor canción de rock.
Es reconocida como una de las mejores obras de Gustavo Cerati y era incluida en la mayoría de los recitales en los que se presentaba.
La revista Rolling Stone y la cadena MTV la ubicaron en el puesto número 59 de las mejores canciones de la historia del rock argentino. La canción fue interpretada en vivo entre 1999 y 2010, desde la gira Bocanada hasta Fuerza Natural.

## Música
La canción comienza en forma climática, con toques psicodélicos. Sin embargo, Cerati rompe de golpe la pasividad del tema en el estribillo, en donde la canción tiene un vuelco total en todo sentido, tanto rítmico como sonoro, hacia un estilo mucho más roquero y crudo, con la presencia de guitarras distorsionadas y una batería más potente, manejando un estilo muy diferente en ese entonces para su álbum Bocanada. El estribillo tiene un estilo épico y parece casi pensado para una situación de estadio y para la participación del público. Como curiosidad, la canción original era tocada con guitarra acústica, pero en las presentaciones en vivo siempre tocaba la canción con guitarras eléctricas, Cerati pocas veces interpretó con este tipo de guitarras.

## Videoclip
En el videoclip Gustavo Cerati conduce por la ciudad un helicóptero con manubrio de bicicleta que sirve como taxi aéreo, al cual se suben diferentes personas, algunas son músicos que colaboraron en el disco, como Flavio Etcheto y Leo García.
La dirección del videoclip estuvo a cargo de Andrés Fogwill.

## Premios y nominaciones
Premios Carlos Gardel:
- 2000 | Nominación "Mejor videoclip": "Puente"

Revista Rolling Stone, votación de los periodistas:
- 2000 | Mención "Mejor tema": "Puente"

Grammy Latino:
- 2002 | Nominación "Mejor canción rock": "Puente"